# 中斑擬鱸
中斑擬鱸（学名：Parapercis maculata），又名海狗甘仔、舉目魚、雨傘閂、花狗母海、沙鱸，为鱸形目虎鱚科擬鱸屬下的一个种。该物种主要分布于印度洋-太平洋海域。其种加词“maculata”意为“有斑点的”。